# رناتو اسکارپا
رناتو اسکارپا (ایتالیایی: Renato Scarpa؛ زادهٔ ۱۴ سپتامبر ۱۹۳۹ – درگذشته ۳۰ دسامبر ۲۰۲۱) هنرپیشه اهل ایتالیا بود. او از سال ۱۹۶۹ تا هنگام مرگ در ۸۵ فیلم بازی کرده‌است.

## گزیدهٔ فیلم‌شناسی
- ایل پوستینو: پستچی
- آقای ریپلی بااستعداد
- اتاق پسر
- حالا نگاه نکن
- جوردانو برونو
- گوژپشت
- سکس و لذت
- سن‌میکله یک خروس داشت
- زیر نشان عقرب
- فراسوی نیک و بد
- ما یک پاپ داریم
- یوسف نجار
- هیولا
- جولیا و جولیا
- پلیس زن